# Экономика языка
Экономика языка — область исследований на стыке экономики и социолингвистики.
Экономика языка в известной мере пересекается с социолингвистикой ввиду общности исследуемых объектов. Но, в отличие от социолингвистики, экономика языка рассматривает язык и сопряженные с ним явления и закономерности не как самостоятельные и самоценные, но как частные проявления более общих экономических понятий и закономерностей. Так, языковые компетенции с экономической точки зрения являются, наряду с иными навыками, элементом человеческого капитала, обеспечивающим своему носителю доступ к разнообразным рынкам — рынку труда, рынку благ (в том числе информационных), позволяющим с выгодой для себя взаимодействовать с иными людьми и организациями. Эта логика применима не только к анализу преимуществ от знания/использования того или иного языка индивидами, но и к использованию языков организациями и государствами, ведь все они как экономические агенты, заинтересованы в эффективном взаимодействии с другими экономическими агентами, в доступе к рынкам, а язык выступает в качестве одного из важных средств и условий такого взаимодействия / доступа.

## Тематика исследований
Начав формироваться с 1960-х годов (одним из основоположников считается Джейкоб Маршак, опубликовавший статью об экономике языка в 1965 г.), массив исследований в области экономики языка достаточно велик и продолжает расти. Среди основных тематических направлений анализа можно выделить следующие:
- Экономическая логика развития языка как такового (корпуса языка, словаря, произношения и т. д.)[2][3];
- Связь языковых компетенций и благосостояния индивида (дохода, карьерного успеха и т. д.)[4][5];
- Взаимосвязь языковой ситуации и экономики[6][7][8];
- Экономические предпосылки и последствия языковой политики[9][10][11].

## Язык и экономическое развитие государств
В теории, цель языковой политики государства — в снижении уровня неизбежных рисков для политической и экономической цельности государства, связанных с его этнолингвистическим разнообразием. На практике же языковую политику диктуют многочисленные участники, стремящиеся достигнуть политического и экономического влияния.
Связь языка и политической власти очень прочна. Проследить эту тенденцию можно на примере языковой политики разных стран.

### Язык и экономическое развитие России[8]
Русский язык, в частности процесс становления его литературной нормы, начавшийся ещё в XVI—XVII вв. на основе московского диалекта, неразрывно связан с развитием экономики российского государства. Языковая политика России, вне зависимости от исторического периода, всегда представляла собой борьбу между центром и регионами за политическое и экономическое влияние. Русский язык, таким образом, был и продолжает быть инструментом для достижения политических (централизация, унификация и т. д.) и экономических (создание, развитие и консолидация экономики и рынка) целей.

#### Экономика и русский язык в XVI—XVII вв.
С окончанием Смутного времени Россия становилась все более централизованным государством, но раздробленность, которой способствовали многочисленные войны и последствия татаро-монгольского ига, не могла не отразиться на языке. В этот период жители разных регионов говорят на собственных диалектах, а письменный язык существует сугубо на церковнославянском — слишком архаичном и сложном, чтобы занять роль доминирующего.
Куда более влиятельным оказался именно московский диалект. Раздробленная Россия объединилась вокруг Москвы, которая, как центр нового государства, занялась развитием экономики и торговых путей. Для этого требовался единый язык, на котором было бы удобно вести дела. Им стал официальный письменный язык московских приказов, где, помимо всего прочего, занимались в том числе и унификацией слов и орфографических правил.

#### Экономика и русский язык в XVIII в.
К началу XVIII века русский язык окончательно вытеснил церковнославянский. Петр I, понимая необходимость распространения науки и культуры в России, обновил русский алфавит и создал гражданский шрифт для использования в светской печати. Популяризации русского языка способствовало и возникновение первой грамматике, разработанной М. В. Ломоносовым, и его использование в образовании, в том числе в первом российском университете.
Таким образом, к концу XVIII — началу XIX вв. русский язык стал доминирующим языком в государстве. Это и официальный язык, и язык делопроизводства, и язык науки, и язык торговли.

#### Экономика и русский язык в XIX в.
Начиная с XIX в., наравне с русским немаловажную роль начинают играть иностранные языки, в особенности французский. В среде российских аристократов развился негласный билингвизм: знание французского языка было обязательным, хотя и неофициальным. Свободное владение иностранными языками положительно сказалось на российской экономике: образовывались новые торговые связи, шел культурный и научный обмен, способствовавший прогрессу.
Вместе с тем неофициальный билингвизм спровоцировал возникновение социального и культурного разрыва между российской аристократией и народом. Крестьяне и городские жители, не имеющие доступа к образованию, оказались отрезаны от экономического, культурного и научного роста.
Расширение территорий Российской империи, в свою очередь, не могло не сказаться на языковой политике государства, целью которого было создание единого многонационального государства. Центральными были два аспекта: язык образования в регионах и язык административного управления. В разных частях государства он решался по-разному, но в итоге сводился к русификации:
- В Украине и в Беларуси русский язык считался официальным языком образования, делопроизводства и печати, а также был необходим для выстраивания карьеры;
- В Финляндии, Польше и Прибалтике (Литва, Латвия и Эстония), обладавших существенной автономией в языковом плане в том числе (право использовать собственный язык в образовании и делопроизводстве) во второй половине XIX в., в результате Польского восстания 1862—1864 гг., русский язык стал официальным.

Политика русификации, однако, спровоцировала ещё большую национальную консолидацию в этих регионах.
Исключением стали Кавказ и Средняя Азия. Русский язык в эти регионы приходил постепенно и стал доминирующим естественным путем: школы, где преподавание велось на родных языках, закрывались за ненадобностью. Однако образование в этих регионах, как и в центральных, почти не интересовало государство: обсуждение обязательного начального образования на территории страны началось только в конце 1910-х гг. По итогам Переписи населения Российской империи 1897 г., только 44,31 % жителей государства называло русский своим родным языком.
Таким образом, к концу XIX в., Российская империя представляет собой крупную экономически развивающуюся страну, использующую политику русификации для экономического и политического объединения государства. Попытки сделать русский язык доминирующим, однако, не были успешными: они провоцировали политическую нестабильность (Польша, Финляндия и Прибалтика), а также не подразумевали свободное образование на русском языке по всей стране.

#### Экономика и русский язык в XX в.
Языковая политика Советского Союза была изначально основана на принципах марксизма-ленинизма. Маркс и Ленин считали государственный язык инструментом угнетения. Соответственно, идея создания единого многонационального государства была отвергнута. Вместе с этим, в СССР начали кампанию по ликвидации безграмотности (см. Ликбез) населения и занялись популяризацией образования на национальных языках и их развития в целом (см., в том числе, Коренизация).
Русский язык в первые годы существования СССР значительно упростился, и экономическая целесообразность сыграла в этом существенную роль. В частности, обновились правила использования буквы «Ъ» — это помогло удешевить процесс печатания книг и газет. С издательской точки зрения экономически выгодной была идея латинизации русского алфавита — латиница подразумевает более короткие слова и также сократила бы расходы на печать.
Однако в 1930-е гг. языковая политика СССР кардинально меняется. Так, возвращается идея использования русского языка для объединения государства, в том числе и экономического — необходимости выполнять пятилетние планы государственной экономики (см. Пятилетки СССР). Русский язык становится необходимым для развития карьеры и поиска работы. В 1938 году он становится обязательным предметом в школе, а жители разных регионов страны все чаще просят обучать на нем своих детей. Великая Отечественная война способствует дополнительной консолидации представителей разных национальностей в СССР вокруг русского. Он становится универсальным языком общения для всех жителей. По итогам Переписи населения СССР 1989 г., 81,4 % из 286 миллионов, проживающих в СССР, назвали русский язык своим родным или вторым языком.
В конце 1980-х — 1990-х гг., политические послабления (см. Перестройка) привели к тому, что многие национальные республики стали требовать автономии (например, Казахстан и Узбекистан). В некоторых регионах СССР национальные языки приобрели статус официальных. В какой-то мере это тоже сыграло свою роль в распаде СССР.

#### Экономика и русский язык в XXI в.
В Российской Федерации русский язык играет доминирующую роль и защищен Конституцией. Это официальный язык образования, делопроизводства, бизнеса, печати и т. д. Действуют государственные программы по поддержке и развитию русского языка как в России, так и за рубежом (см. Русский язык в мире). По данным Всероссийской переписи населения 2010 г., 96,2 % из 142,9 миллионов граждан РФ знают русский язык и владеют им.

#### Выводы
На примере России видно, что языковое разнообразие становится проблемой только тогда, когда оно усложняет процесс административного управления государством и мешает экономическому развитию. Так, Польша, Финляндия и Прибалтика в XIX в. лишились языковой автономии после попыток обрести независимость, что мешало планам Российской империи по созданию всероссийского рынка. А в СССР русский язык стал инструментом объединения наций только тогда, когда появилась экономическая нужда.
Таким образом, языковая политика России XIX в. и СССР XX в. очень близка: оба государства стремились к объединению страны с помощью языка для достижения экономических целей. Однако Советский Союз успешнее справился с этой задачей, так как уделял больше внимания образованию на русском языке.
Российская Федерация успешно продолжает советскую традицию использования популяризации русского языка.

## Экономические модели развития языка
На сегодняшний день экономика языка не представляет собой приоритетную область изучения экономики. Однако существует значительная база исследований в рамках данного направления. Одной из таких работ является труд Эндрю Джона Динамические модели языковой эволюции: Экономическая перспектива (2016). Данная статья выявляет связь между экономикой и языком путем разбора ряда статических и динамических экономических моделей и рассматривает влияние экономических сил на языковые изменения.

#### История
Считается, что первым, кто ввел экономические концепции, рассматривающие язык в парадигме затрат и эффективности, является экономист Джейкоб Маршак. В своей статье «Экономика языка» (1965) он рассматривал, как язык влияет на экономику и экономические переменные. Одним из пионеров данной области исследования является и Эндрю Джон (Andrew John), который изучал вопрос с другой стороны — как экономика и её модели помогают проследить за изменениями в языке. Работы исследователей сосредоточены на изучении социолингвистических и исторических аспектов, не фокусируясь при этом на таких разделах языкознания, как фонетика, синтаксис, морфология и т. д.
В работах, посвященных изучению связи языка и экономики, часто прослеживается идея о том, что размер и устойчивость языкового сообщества определяет стремление изучать и использовать язык этого сообщества. Чем больше сообщество — тем ценнее быть его частью, изучать и использовать язык данного сообщества. Так, преобладающие по числу говорящих языки вытесняют более малочисленные под воздействием преимущественно внешних факторов.
Таким образом, внешние факторы обеспечивают сильные стимулы для каждого члена общества изучать и использовать язык большинства, что может приводить к исчезновению миноритарных языков. При этом существует ряд компенсирующих факторов, которые помогают отдельным миноритарным языкам избежать вымирания.

#### Проблематика
Главный вопрос, на который отвечает экономика языка, заключается в том, каким образом экономический анализ дает представление о лингвистических явлениях, а также как экономика и экономические модели проливают свет на языковые изменения.
Экономические модели полезны и актуальны в областях социолингвистики и исторической лингвистики. Экономические силы и экономические решения влияют на использование языка, изучение языка и передачу языка во времени и в географическом положении; методы моделирования из экономики дают представление об эволюции языка.
Экономические силы влияют на процветание, политику и власть, которые, в свою очередь, влияют на возникновение, исчезновение и относительную силу языков и языковых сообществ.

#### Методология
Эндрю Джон выделяет три основных направления, в рамках которых изучается взаимосвязь между экономическими процессами и языковыми сдвигами.
Во-первых, языковые изменения оказывают влияние на экономические процессы. В это же время экономические решения и их результаты оказывают ответное влияние на развитие языковых сообществ и языка в целом.
Во-вторых, большинство известных экономических и лингвистических моделей являются статическими, если рассматривать статичность как устойчивое состояние динамического процесса.
В-третьих, существуют динамические модели изменения языка, изучение которых можно наблюдать в ряде статей, которые рассматривают динамику изменения языков как в краткосрочной, как и долгосрочный перспективе.
Язык с точки зрения экономики можно изучать с помощью статических и динамических моделей.

##### Статические модели
Одной из таких статических моделей являются механизмы обратной связи (feedback mechanisms).
Лингвистические факторы в значительной степени влияют на экономические решения, которые в свою очередь оказывают влияние на динамику языка.
Доминантные языки влияют на экономические решения таким образом, чтобы ещё сильнее укрепить свои позиции. Языки с высоким уровнем престижа имеют тенденцию привлекать все больше носителей, становясь при этом ещё более «влиятельными». В странах, которые развиваются медленнее в экономическом плане, зачастую сохраняются небольшие языковые сообщества; следовательно, языковое разнообразие в них преобладает больший период времени. Государства с более процветающими языковыми сообществами, в свою очередь, имеют возможность привлекать высококачественный человеческий капитал и становиться ещё более процветающими.
Чем выше становится экономическое благосостояние языкового сообщества, тем более, как правило, повышается значимость доминантного языка сообщества. Это иллюстрирует пример из экономики: общность языка способствует реализации успешных торговых моделей, которые влияют на экономический рост. Экономические успехи ведут к укреплению позиции языка и увеличению благосостояния его носителей. Чем медленнее растет страна, тем больше шансов, что сохранятся миноритарные языки. Чен (2013) заключает, что языковые характеристики влияют на использование языка (например, на темп роста). Привлечение высококачественного человеческого капитала и преимущества, которыми обладают носители языка, являются факторами силы и влияния языковой группы.
Ещё один вид статических моделей — внешние сетевые эффекты (network externalities). Использование языка имеет существенные внешние сетевые эффекты: чем больше языковое сообщество, тем ценнее быть членом этого сообщества. Как правило, внешние сетевые эффекты также приводят к стратегической взаимодополняемости: чем больше других людей изучают или используют язык, тем больше у каждого человека стимул изучать или использовать данный язык.
В этой связи известный факт исчезновения большого числа языков мира легко понять при наличии внешних сетевых факторов. Как утверждают Джон и Йи (1996), феномен, который больше нуждается в объяснении, возможно, заключается не в исчезновении языков, а в их выживании.
Исследователи предполагают, что ответ на эту загадку заключается в том, что география также имеет значение. Географически изолированное языковое сообщество может иметь больше шансов выжить и процветать.

##### Динамические модели
Статические модели не позволяют в полной мере определить факторы, способствующие сохранению и исчезновению языков с точки зрения долгосрочных динамических процессов. Данный раздел статьи можно условно разделить на две смысловые части. Первая часть строится вокруг вопроса о том, обязательно ли увеличение числа носителей языка и рост интереса к доминирующему языку приводят к исчезновению более малочисленных языков. В рассматриваемой статье представлены результаты работ над этим вопросом ряда ученых. Подводя итоги приведенных в работе рассуждений, приводятся следующие заключения:
Миноритарный язык сохраняется, когда он:
- обладает неотъемлемой ценностью для говорящих на нем[15];

Модель Грина считается первой признанной динамической экономической моделью языковой эволюции. Она является экономической, потому что в ней присутствует решение — агенты делают выбор относительно использования языка. Грин вводит в задачу математические переменные и строит уравнение (t+1). Ключевой вывод его работы состоит в том, что она демонстрирует, что, когда миноритарный язык ценен и важен, он может выжить. Автор анализирует факторы сохранения языков меньшинств, а также способы, с помощью которых государственная политика может содействовать сохранению малочисленных языков.
- используется на разных географических территориях[16];

В то время как Грин фокусируется в основном на стабильных состояниях, Джон и Йи уделяют большее внимание переходной динамике. Их математическая модель основана на идеях, аналогичных идеям Грина. В зависимости от того, говорят агенты на одном языке или на двух, зависит эволюция этих языков. Принцип идеи такой: у каждого агента есть один ребёнок, языковые способности которого зависят от языка родителей, «окружающего языка» и внешних факторов. Если преобладающее большинство говорит на определённом языке, все остальные агенты также будут использовать этот язык. Тем не менее, языки меньшинств могут быть активно использоваться на отдельных локациях.
Динамические процессы в модели Джона и Йи в значительной степени носят механический характер, поэтому возникает вопрос о том, как на сохранение языков меньшинств может повлиять выбор родителей и государственная политика.
- используется на территории, где проживают билингвы[17].

Тамура разрабатывает модель поколений. Идея работы заключается в том, что родители могут «инвестировать» в человеческий капитал своих детей и принимают решение относительно того, хотят ли они воспитывать своих детей двуязычными или говорящими на одном языке. Двуязычным детям требуется больше времени на обучение, поэтому у них меньше человеческого капитала, при этом они имеют более высокую отдачу на единицу человеческого капитала. Таким образом он демонстрирует, что группа двуязычных индивидов может появиться из монолингвального общества.
В модели Кеннеди и Кинг внимание фокусируется на том, что овладение языком детьми определяется государственной политикой. Они также раскрывают идею о том, что язык для изучения выбирается средним избирателем, что делает уровень образования в целом ниже, чем хотелось бы меньшей группе.
Вторая часть главы фокусируется на причинах появления и исчезновения языков.
Языковое разнообразие в современном мире распределено достаточно неравномерно, так как преобладающее количество членов мирового сообщества связаны экономическими, культурными и политическими отношениями.
Нэттл (1998) приводит следующее уравнение:
{\displaystyle S_{t+1}=0.955S_{t}+A/t},
где {\displaystyle S_{t}} — это запас языков в момент времени (t), а A — параметр. Данное уравнение описывает, что на протяжении большей части человеческой истории количество языков росло, но сейчас оно сокращается. Сначала языки создаются быстро по мере заселения новых территорий, но, чем более населенной становится территория, тем она становится все более лингвистически однородной. Опираясь на данную модель, можно просчитать и факт того, что существующих языков становится все меньше. Изначально значения {\displaystyle S_{t}} и t невелики. Это значит, что количество языков растет. Однако появление новых языков в конечном итоге будет недостаточным, чтобы компенсировать сокращение существующих, и количество языков сократится.
Подводится итог, что, чем меньше языковые сообщества, тем они лингвистически богаче. Также говорится о том, что различия в обеспеченности землей приводят к возникновению человеческого капитала, зависящего от конкретного местоположения. Это приводит к меньшей мобильности населения и большей локализации этнических групп. Чем многочисленнее и экономически более развито сообщество, тем более однороден его языковой ландшафт.

#### Основные выводы
1. Лингвистические факторы влияют на экономические решения и макроэкономические результаты.
2. Экономические факторы также оказывают влияние на использование и изучения языка.
3. На сегодняшний день представлено очень небольшое число работ, посвященных динамическому анализу эволюции языков и языковых групп, а также динамических экономических моделей языковых изменений.
4. Существующие динамические модели эволюции языка не учитывают весь спектр экономических сил, которые могут влиять на языковые изменения.

## Изучение языка и коммуникативные преимущества
Подтолкнуть человека к изучению нового языка могут экономические и культурные стимулы. К экономическим стимулам относится, например, мотивация говорить на языках, на которых говорят важные торговые партнеры носителя. К культурным стимулам можно отнести погружение в культуру изучаемого языка (история, СМИ, театр, кинематография, образование и т. д.). Высокий уровень мотивации обусловлен отсутствием универсального и доминирующего лингва франка, на котором говорят все.

### История
Голландский социолог Абрам де Сван в 2001 году утверждал, что «глобализация происходит на английском языке». Однако английский язык не является доминирующим во всех частях света. Например, многие коммерческие и торговые переговоры в Китае, Индии, Латинской Америке и других частях мира ведутся не на английском, а на других языках. Это обусловлено тем, что население Китая и Индии намного больше, чем во всех англоговорящих странах вместе взятых, соответственно, у китайского бизнесмена пропадает стимул изучать английский язык, поскольку у него есть прямой доступ к 1,5 миллиардам потенциальных внутренних клиентов. То же самое относится и к отдельным лицам в англоязычных странах. Однако улучшение навыков владения английским языком в Китае и постоянно растущий спрос на изучение китайского языка в США и Африке подразумевают, что овладение языком улучшается за счет торговли.
Дополнительные примеры экономических выгод от изучения других языков включают их прямое влияние на доходы. Возможности трудоустройства чаще открываются для соискателей, чей лингвистический репертуар включает несколько языков. Так, например, в своем исследовании европейских рынков труда Гинзбург и Прието (2011) показывают, что в некоторых странах существует надбавка к заработной плате за знание иностранного языка (например, в Австрии, Финляндии, Франции, Германии, Греции, Италии, Португалии и Испании). Безусловно, надбавка есть не во всех странах. Например, она почти отсутствует в Великобритании и довольно низкая в Нидерландах, где большинство населения владеет английским языком. Важность языковых навыков для рынков труда мигрантов подтверждается литературой о моделях приобретения языка иммигрантами в традиционных иммиграционных странах (Австралии, Канаде, Германии, Израиле, Великобритании и США).
Экономические и культурные стимулы также можно проследить в подходах принятия решения об иммиграции. Оказавшись в новой стране, мигранту придется выучить или, по крайней мере, отточить свои знания местного языка, чтобы устроиться на работу, и, таким образом, принять решение об обучении.
При принятии решения об изучении иностранного языка индивид должен оценить экономические выгоды от изучения других языков и сопоставить их со стоимостью приобретения, которая может включать плату за обучение, взимаемую школами, и выплаты частным учителям, а также альтернативные издержки времени, затрачиваемого на занятия и выполнение домашних заданий.

### Проблематика
Основная проблематика состоит в выявлении и характеристике экономических стимулов изучения языков, а также поиске способов определения экономически выгодных официальных языков и их оптимального количества для государства.

### Методология
Изучение языка и коммуникативных преимуществ основано на концепции коммуникативных преимуществ Селтена и Пула (1991), которая включает в себя как частные денежные вознаграждения, так и чисто культурные и социальные коммуникативные выгоды от знакомства с другими культурами и получения доступа к ним. Предполагается, что коммуникативные преимущества индивида положительно коррелируют с количеством других людей, с которыми он может общаться, используя один из языков, на которых он говорит. Естественно, большее количество людей, с которыми можно общаться, повышает привлекательность изучения других языков.

#### Вычисление коммуникативных преимуществ
Предположим, что сообщество N, которое состоит из (не обязательно) конечного количества индивидов, разделено на две языковые группы, популяции которых будут обозначаться как NE и NF соответственно. Каждый гражданин говорит на родном языке своей группы, E или F, и никто не говорит на языке другой группы.
Человек i может выбрать, изучать другой язык или нет. Параметр ai ∈ {0,1} фиксирует его или её решение. Запишем ai = 1, чтобы обозначить, что i говорит на другом языке и ai = 0, чтобы обозначить, что i не говорит на нем. Таким образом, вектор aN ∈ {0,1}n показывает модель овладения языком.
Языковой состав общества и модели языкового овладения (которые могут быть получены путем случайного отбора представителей обоих обществ) определяют коммуникативные преимущества, предоставляемые Селтеном и Пулом (1991). В широком смысле коммуникативное преимущество придает ценность пользы сегменту {NE, NF} и моделям освоения языка aN.
Пусть θji ∈ ℝ+ будет ценностью, которое каждый индивид i ∈ NE извлекает из способности говорить с индивидом j, который принадлежит к другой языковой группе. Пусть θi = (θi1,…,θinF) ∈ ℝ+nF. В этом случае пусть g: ℝ+ → ℝ+ будет возрастающей функцией. Для каждого i ∈ NE и каждого aN ∈ {0,1}n коммуникативное преимущество i выражается формулой:
{\displaystyle V_{i}(a_{N})=g(\sum _{j\in N^{F}}\theta _{i}^{j}\min\{1,a_{i}+a_{j}\})}
Похожим образом, для каждого j ∈ NF и каждого aN ∈ {0,1}n коммуникативное преимущество j выражается формулой:
{\displaystyle V_{j}(a_{N})=g(\sum _{j\in N^{E}}\theta _{j}^{i}\min\{1,a_{j}+a_{i}\})}
Эта формула демонстрирует две главные черты коммуникативных преимуществ. Людям не все равно, с кем они говорят. Преимущество (польза) от коммуникации увеличивается с количеством индивидов, с которым носитель языка сможет общаться.

### Вывод
Выбор языка для изучения зависит от многих как объективных (количество носителей, карьерные возможности, потенциальное увеличение доходов), так и субъективных (личные предпочтения человека) факторов. Большинство проблем моделей овладения языком в стремительно меняющейся экономической и социальной среде требуют дальнейших исследований, как теоретических, так и эмпирических.

## Язык, экономика и миграция
Исследования в области экономики языка с акцентом на международную миграцию сосредоточены на следующих темах: роль языка в принятии решений о миграции, определяющие факторы владения языком среди мигрантов, влияние языковых навыков иммигрантов на их рынок труда.

### Роль языка в принятии решения о миграции
Ранние исследования вопроса основаны на гравитационных моделях, построенных на основе закона гравитации Ньютона. Основная гипотеза заключается в том, что миграция зависит от численности населения в родной стране и стране, выбранной для миграции, а также имеет обратную зависимость от расстояния между странами. Однако позднее в базовую гравитационная модель был добавлен ряд дополнительных переменных, которые так или иначе влияют на принятие решения о миграции.
Современные исследования миграционных потоков в большинстве основаны на модели инвестиций в человеческий капитал. Потенциальные мигранты выбирают страну с максимальным уровнем благосостояния, при этом также учитывая размер своих потенциальных доходов, вероятность трудоустройства, а также издержки, связанные с переездом. Издержки могут быть не только прямыми, но и косвенными, как то: освоение новых компетенций и поведенческих норм для получения доступа к экономическим преимуществам другого государства. Значительные различия между культурами и языками родной страны и страны для миграции также могут создать препятствия для успешной ассимиляции.
Вопрос о важности языка в принятии решения о миграции долгое время оставался сравнительно неизученным. С началом активных исследований в этой области было предложено несколько способов оценки лингвистического расстояния: на основе подсчета слов со схожим звучанием и значением (Belot and Ederveen 2012), этимологии языка (Adserà and Pytliková 2015), фонетических различиях (Dryer and Haspelmath, 2013) и др. Согласно результатом, полученным в исследовании Adserà and Pytliková, эффект фактора лингвистической дистанции слабее, чем эффект этнических связей или уровень дохода на душу населения, но значительно сильнее, чем влияние уровня безработицы. Кроме того, исследователи пришли к выводу, что лингвистическое расстояние имеет более важное значения для миграционных потоков из стран с высоким уровнем образованности населения. Чем более квалифицированными являются мигранты, тем важнее для них возможность овладеть языком принимающей страны.

#### Лингвистические расстояния и миграционные потоки
Формула (микро-модель человеческого капитала):
{\displaystyle lnm_{ijt}=F(GDP_{i},GDP_{j},Unemp_{i},Unemp_{j},Stock_{i},D_{ij},X_{ijt},\delta _{i},\delta _{j},\theta _{t})}.
Зависимая переменная представляет собой миграционные потоки (Mijt) из страны i в страну j, которые делятся на величину населения страны i в момент времени t.
Независимые переменные — величина доходов на душу населения (GDP) в странах i и j, а также уровень безработицы (Unemp) в обеих странах, и число мигрантов и страны i, которые уже проживают в стране j. В некоторых вариациях в модель включаются эффекты страны происхождения и переезда (δi, δj), эффекты времени θt и набор переменных Xijt, в который могут включаться самые разные показатели, от расстояния и общего исторического прошлого до политического устройства. Кроме того, может быть задействован фактор лингвистического расстояния между странами Dij.

#### Английский язык как глобальный
В настоящее время английский язык может считаться глобальным. Страны, в которых говорят на «распространенных» языках (английский, французский, испанский), отличаются более высокой привлекательностью для мигрантов.
Преимущества английского языка:
- изучается в качестве иностранного во многих странах мира;
- широко распространен в медиа и сети Интернет;
- владение иностранным языком — важная составляющая человеческого капитала (есть вероятность, что мигранты уже знакомы с английским языком).

Фактор лингвистической дистанции более важен при переезде в страны, где английский язык не является официальным (Adserà and Pytliková).

#### Лингвистические анклавы и миграционные потоки
Согласно результатам исследований, страны, в которых уже имеются лингвистические анклавы (крупные поселения мигрантов из страны происхождения), являются более привлекательными для потенциальных мигрантов. Наличие анклавов облегчает процесс ассимиляции, а также делает менее необходимым изучение языка, снижая значимость фактора лингвистического расстояния.

#### Иммиграция и политика натурализации
Релевантность лингвистического расстояния как фактора выбора страны для миграции во многом зависит от иммиграционной политики страны.
Результаты исследования динамики миграционных потоков после ужесточения требований для мигрантов (профессиональные навыки + знание языка) показали снижение значимости «подталкивающих факторов» (уровень дохода и т. п.), однако боле строгие требования не оказывают значительного влияния на факторы притяжения (Mayda, 2010). Также наблюдается увеличение значимости фактора лингвистической дистанции.
Обязательные тесты на знание языка при получении гражданства также имеют значение (многие мигранты желают получить гражданство принимающей страны).
Миграционный поток в странах со строгими требованиями ниже, однако лингвистическое расстояние остается независимой переменной.

### Определяющие факторы владения языком среди мигрантов
Владение языком определяется погружением в среду языка принимающей страны, эффективностью изучения языка и экономической мотивацией к изучению языка.

#### Погружение мигрантов в языковую среду
Погружение может осуществляться как до переезда (языковые курсы и т. п.), так и после него. Однако исследования пре-миграционного погружения представляются проблематичными ввиду отсутствия релевантных данных. Тем не менее, отмечено, что мигранты, прибывающие в англоязычные страны из бывших британских колоний, демонстрируют достаточно высокий уровень знания языка.
Исследований, посвященных пост-миграционному погружению, намного больше, однако здесь сложность представляет измерение интенсивности погружения. Результаты исследований показывают негативное влияние большого количества этнических анклавов на эффективность изучения языка. Кроме того, мигранты, не имеющие намерений оставаться в принимающей стране надолго, также не стремятся к изучению языка. Наконец, большое значение для интенсивности погружения является язык, на котором мигранты разговаривают со своими близкими.

#### Эффективность изучения языка
Ключевые факторы эффективности изучения языка:
- возраст мигранта. Это один из ключевых факторов. Чем старше мигрант, тем сложнее выучить язык. Однако существует и альтернативное мнение, согласно которому сложнее всего детям в возрасте около 11 лет (Isphording 2014);
- лингвистическое сходство языков;
- уровень образования. Образованным мигрантам легче освоить язык;
- дополнительные факторы: мотивация, психологические факторы, когнитивные способности.

Экономические мигранты демонстрируют более высокую эффективность, чем семейные (средний уровень) и вынужденные переселенцы (низкий уровень).

#### Экономические стимулы
Основные факторы — перспективы для поиска работы, более высокая заработная плата. Кроме того, чем выше предположительная длительность проживания в принимающей стране, тем больше мотивации для изучения языка.

#### Языковая политика интеграции иммигрантов
Официальная политика интеграции в форме языковых тренингов способствует ускорению интеграции. Однако измерение эффективности достаточно сложно осуществить, так как мигранты могут необъективно оценивать свой уровень знания языка при участии в образовательных языковых программах, в связи с чем результаты будут искажены.
Результаты исследований показывают высокую эффективность обучающих программ, направленных именно на подготовку мигрантов к выходу на рынок труда в принимающей стране, с фокусом на изучение языка, так как в этих программах изучение языка сочетается с задействованием уже имеющихся у мигранта навыков (Sarvimäki and Hämäläinen).

### Влияние языковых навыков мигрантов на их рынок труда

#### Язык как человеческий капитал
В экономической теории владение иностранным языком рассматривается как часть человеческого капитала. Так же, как и формальное образование, владение языками вознаграждается на рынке труда (см. Chiswick, 2008; Chiswick and Miller, 2007, 2014).
Преимущества хорошего владения языком проявляются в более высоких экономических результатах: это более высокий заработок, лучшие возможности трудоустройства, соответствующие образованию и навыкам мигрантов, большая эффективность поиска товаров и услуг.
Языковые навыки влияют и на ряд неэкономических результатов: социальная интеграция и размер социальной сети/круга, гражданское и политическое участие, образование, здоровье и семейная жизнь (например, смешанные браки, воспитание детей).
Затраты на приобретение языковых навыков возникают в виде усилий и времени, потраченных на обучение, затрат на занятия, а также косвенных затрат на упущенный заработок во время обучения.
При анализе языка и заработков используется уравнение Минсера, которое представляет заработную плату, регрессирующую по ряду переменных. В одной из базовых форм уравнение представляется в виде суммы количества лет обучения и квадратичной функции от количества лет трудового стажа:
{\displaystyle \ln \omega =f(s,x)=\ln \omega _{0}+ps+\beta _{1}x+\beta _{2}x^{2}}.
В целом же уравнение может включать следующие типы переменных:
- человеческий капитал (образование, опыт работы на рынке труда и срок пребывания в должности);

- демографические характеристики (возраст, пол, этническая принадлежность, происхождение родителей, наличие детей, семейное положение);
- другие аспекты (работодатель и региональные характеристики);
- переменные, отражающие информацию о самих иммигрантах (количество лет, прошедших с момента миграции, владение языком назначения).

#### Язык и заработок мигрантов в разных странах
Исследования показывают, что свободное владение языком принимающей страны может увеличить заработок иммигрантов в диапазоне от 5 % до 35 %.
Используя различия во владении английским языком среди взрослых иммигрантов из неанглоязычных стран, приехавших маленькими детьми, по сравнению с другими, исследователи пришли к выводу, что лингвистическая компетентность является ключевой переменной, объясняющей различия в уровне образования, доходах и социальных результатах (Bleakley and Chin 2004, 2010).
В другом исследовании, посвященном влиянию владения немецким языком на заработок в Германии, обнаружилось, что существует 7-процентная надбавка к заработной плате для мужчин и женщин из-за умения говорить, и 7 % и 15 % для мужчин и женщин за умение писать соответственно (Dustmann, 1994).
Надбавка к заработной плате существует и в Великобритании. Результаты исследования о влиянии языка на разницу в заработной плате иммигрантов и местных жителей в Великобритании показали процентную надбавку 23-25 % за знание английского как дополнительного языка (Miranda and Zhu, 2013).
Использование Группы домохозяйств Европейского сообщества для изучения доходов иммигрантов в разбивке по полу в Европе показало, что заработок мигрантов, чей родной язык принадлежит к той же языковой группе, что и язык страны назначения, на 11 % и 14,5 % выше для женщин и мужчин по сравнению с теми, кто прибывает в страну назначения из другой языковой группы (Adserà and Chiswick, 2007).

## Экономика миноритарных языков
Исследования в области экономики миноритарных языков начинают развиваться в 1970-х годах, одновременно с такими направлениями исследований как экономика культуры, религии и экономика окружающей среды.
Данная проблематика затрагивают ту категорию вопросов экономики языка, в которой зависимыми переменными являются не экономические (как в случае, например, изучения влияния языковых навыков на размер заработной платы), а лингвистические переменные.
Исследования в области экономики миноритарных языков отвечает на следующие вопросы:
- Как можно объяснить часто наблюдаемый упадок миноритарных языков или, в некоторых случаях, их возрождение?
- Можно ли остановить этот упадок правильно разработанной языковой политики, и если да, то как именно?
- Может ли обратный языковой сдвиг быть устойчивым, особенно в контексте углубления международной экономической интеграции?

### Исследование в области экономики миноритарных языков Франсуа Грина[23]
Для данного исследования важно определить какие именно языки понимаются под миноритарными. Франсуа Грин подчеркивает важность терминологии и обращается к определению миноритарных языков, представленного в Европейской хартией региональных языков, где под миноритарным понимается язык, который (i) традиционно используются на территории данного государства гражданами этого государства, которые составляют группу, численно меньшую, чем остальное население государства; и (ii) отличается от официального языка (языков) этого государства; он не включает ни диалекты официального языка (языков) государства, ни языки мигрантов.

### Проблемы, стоящие перед миноритарнями языками
Все сложности, характерные для миноритарных языков, можно объединить в понятие языкового сдвига, так как носителя миноритарных языков преимущественно билингвальны, то есть они также владеют и доминирующим языком государства. В связи с этим они могут вести свою деятельность, используя исключительно доминирующий язык, что выступает для власти предлогом к тому, чтобы не предоставлять блага (сервисы и услуги), для которых средством коммуникации являлись бы миноритарные языки. В свою очередь неиспользование языков в социальных сферах приводит к низкому уровню передачи языка между поколениями.
Для преодоления данных сложностей необходимо понять экономические перспективы определения использования миноритарных языков, на которые влияет или не влияет преднамеренная политика защиты и развития, и тесно вопросы оценки языковой политики в отношении миноритарных языков.

### Базовая модель расчета использования миноритарных языков
Для расчета эффективности языковой политики в отношении миноритарных языков и экономических перспектив их использования, необходимо построить модель, демонстрирующую использование миноритарного языка. Франсуа Грин прибегает к уже ранее предложенной им модели.
Доминирующий и миноритарный язык в модели обозначаются как языки (A) и (В), соответственно. Для того, чтобы носитель миноритарного языка сделал выбор в пользу его использования, должно быть соблюдено три условия:
1. Потенциал или набор компетенций носителя языка (важно подчеркнуть, что данное условие не связано с термином «языковой компетенции», предложенным Н. Хомским, в модели Грина под потенциалом или компетенциями понимается набор навыков и знаний, которые позволяют носителю общаться на языке, владея при необходимости устной и письменной речью)
2. Возможности для использования языка (сервисы, услуги, социальные институты и любая другая деятельность)
3. Желание использовать язык (данное условие можно противопоставить давлению, запретам и дискриминации которые могут сопровождать использование миноритарного языка в обществе)

Ни одно из этих условий недостаточно само по себе, необходимо соблюдение всех трех условий для того, чтобы оценить реальное использование языка.
Стоит также отметить, что хотя данная модель создавалась независимо от предложенных в Европейской Хартии мер языковой политики, она коррелирует с предложенными в ней параметрами языковой витальности (жизнеспособности языка).

##### Использование модели в разработке языковой политики в отношении миноритарных языков
Представленный выше подход к оценке использования миноритарных языков позволяет выбрать и спроектировать языковую политику в отношение данных языков, а также предлагает варианты взаимодействия специалистов по языковому планированию, экономистов, социолингвистов.
Важной чертой модели является то, что зависимой переменной в ней является единица времени, а не способность к языку. То есть использование языка рассчитывается с помощью единиц времени, а эффективность языковой политики — увеличением времени, в течение которого миноритарный язык используется носителем.
В построении модели используется функциональный подход Производственной функции домохозяйства Г. Беккера. Так, Грин проводит аналогию между языком и «человеческим капиталом», что в совокупности с деятельностью, которая осуществляется посредством общения на миноритарном языке, и временем, в течение которого носитель используют миноритарный язык в своей деятельности, позволяет рассчитать использование языка.

##### Расчет сравнительной статики модели
Расчет сравнительной статики, то есть сравнение двух разных экономических результатов языковой политики до и после изменения какого-либо базового параметра, Грин предлагает провести на основе квазивогнутой, дважды дифференцируемой функция полезности билингва:
{\displaystyle U=U(Z_{a}(x_{a},t_{a},E_{a}),Z_{b}(x_{b},t_{b},E_{b}))}
Переменные функции:
{\displaystyle Z_{a}} и {\displaystyle Z_{b}} — доминирующий и миноритарный язык по аналогии с человеческим капиталом
{\displaystyle t_{a}} и {\displaystyle t_{b}} — время, в течение которого язык используется носителем
{\displaystyle x_{a}} и {\displaystyle x_{b}} — деятельность, в которой он используется, по аналогии с «собственным трудом»
{\displaystyle E_{a}} и {\displaystyle E_{b}} — языковое воздействие (шире, чем «возможности» для использования, описанные выше).

##### Указания для языковой политики на основе функциональной модели
Расчет сравнительной статики модели позволяет определить рекомендации для языковой политики в отношении сохранения и развития миноритарных языков:
- Субсидии на блага и товары, предоставляемые на миноритарном языке
  - Субсидии будут более эффективными, если субсидируемые товары используются в деятельности, практика которой более чувствительна к общей стоимости товаров и/или времени их осуществления, что в меньшей степени относится к повседневным нерабочим делам (работа по дому), и, напротив, более применимо к досуговым мероприятиям.
  - Субсидии будут более эффективны в применении к товарам с низкой замещаемостью
  - Субсидии будут более эффективны применимо к наиболее товароёмким, то есть более престижным, видам деятельности
- Повышение заработной платы для тех, кто использует миноритарный язык в своей деятельности
  - При условии низкая заменяемости факторов в деятельности, в которой используется миноритарный язык
  - При положительной эластичности ставок по заработной плане в деятельности на миноритарном языке
  - При наличие возможности для трудоустройства на места, где средством коммуникации является миноритарный язык
- Меры по повышению языкового воздействию
  - Повышение уровня владения языком в совокупности с повышением языкового воздействия повышает продуктивность в деятельности на миноритарном языке, снижая её удельную стоимость. В этом ключе необходима высокая эластичность деятельности, что подчеркивает важность престижа языка
  - Повышение ценовой эластичности приводит к повышению языкового воздействия

##### Выводы на основе представленной модели
Для анализа проблем и мер языковой политики чрезвычайно важно определить само понятие «миноритарного языка». Принципы языковой политики, рекомендованные на основе расчета сравнительной статики модели могут быть восприняты как очевидные. Однако, Грин подчеркивает, что данные принципы, как представляется, игнорировались на протяжении большей части истории сохранения и развития миноритарных языков.